# دارون هاغن
دارون هاغن (بالإنجليزية: Daron Hagen)‏ هو عالم موسيقى وملحن وعازف بيانو أمريكي، ولد في 4 نوفمبر 1961 في ميلواكي في الولايات المتحدة.

## وصلات خارجية
- الموقع الرسمي
- دارون هاغن على موقع IMDb (الإنجليزية)
- دارون هاغن على موقع ميوزك برينز (الإنجليزية)
- دارون هاغن على موقع ديسكوغز (الإنجليزية)